# Königlich Bayerisches 3. Feldartillerie-Regiment „Prinz Leopold“

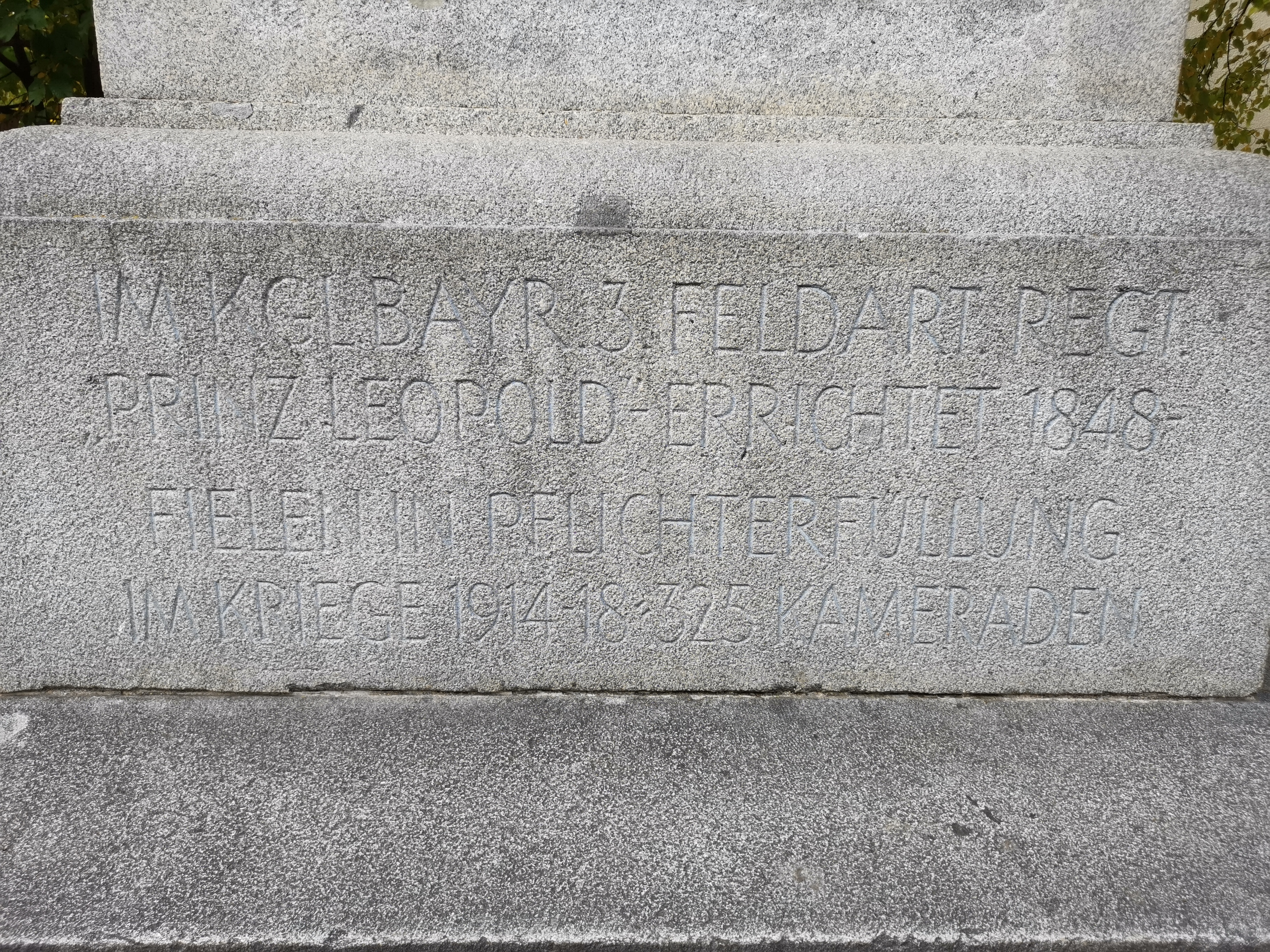
Denkmal für das Feldartillerieregiment und dessen Verluste im Ersten Weltkrieg (Max II Kaserne)

Das 3. Feldartillerie-Regiment „Prinz Leopold“ war ein Artillerieregiment der Bayerischen Armee.

## Geschichte
Mit Erlass vom 16. März 1848 aus dem 1. und 2. Artillerie-Regiment sowie aus Teilen der Kürassier- und Chevaulegers-Regimenter wurde der Verband als 3. Reitendes Artillerie-Regiment zu vier Batterien in München errichtet. Ab 1. Oktober 1901 gliederte sich das Regiment in zwei Abteilungen zu drei Batterien sowie zwei Fahrenden Batterien.
Erster Regimentsinhaber war ab 8. September 1849 die Königinmutter Marie von Bayern. Das Regiment erhielt daher ab diesem Zeitpunkt den Zusatz „Königin Mutter“. Nach ihrem Tode wurde am 19. Mai 1889 bestimmt, dass das Regiment den Zusatz bis auf weiteres fortzuführen habe. Am 19. Februar 1905 ging die Inhaberschaft auf den Generalfeldmarschall Leopold von Bayern über und das Regiment führte bis zur Auflösung den Namen 3. Feldartillerie-Regiment „Prinz Leopold“.
Zusammen mit dem 8. Feldartillerie-Regiment bildete es seit Oktober 1901 die 6. Feldartillerie-Brigade. Letzter Friedensstandort des Regiments war der Truppenübungsplatz Grafenwöhr. Ab 1. Oktober 1914 befand sich die Garnison in Amberg.

### Deutscher Krieg
Während des Krieges gegen Preußen kam das Regiment im Mainfeldzug zum Einsatz.

### Deutsch-Französischer Krieg
Im Deutsch-Französischen Krieg war das Regiment als Korpsartillerie dem II. Armee-Korps zugeordnet. Es nahm an den Kämpfen bei Beaumont, Sedan, Coulmiers, Orléans, der Einschließung und Belagerung von Paris sowie den Belagerungen Straßburg und Belfort teil.

### Erster Weltkrieg
Im Ersten Weltkrieg war das Regiment ausschließlich an der Westfront eingesetzt. Mobilgemacht wurde es am 2. August 1914. Es nahm zunächst an den Grenzgefechten und der Schlacht in Lothringen teil, kämpfte bei Nancy-Épinal und ging ab Mitte September 1914 zwischen Maas und Mosel in den Stellungskrieg über. Von Juli bis August 1916 machte es die Schlacht um Verdun und im September 1916 die Schlacht an der Somme mit, um anschließend in Flandern und im Artois wieder in den Stellungskrieg überzugehen. Von Ende März bis Anfang Oktober unterstand das Regiment dem neugebildeten Artillerie-Kommandeur Nr. 6 und anschließend direkt der 6. Infanterie-Division. Ab 19. November 1917 wurde es wieder dem Artillerie-Kommandeur Nr. 6 unterstellt und beteiligte sich unter dessen Führung u. a. an der Frühjahresoffensive 1918 sowie den anschließenden Abwehrkämpfen.

### Verbleib
Nach Kriegsende marschierte die Reste des Regiments nach Amberg zurück, wo ab 5. Januar 1919 die Demobilisierung erfolgte. Aus Teilen bildeten sich verschiedene Freiformationen. So die Volkswehr-Artillerie-Abteilung Tautphaeus und die drei Volkswehr-Batterien von Speck, Seither und Egersdörfer. Nach der Bildung der Vorläufigen Reichswehr gingen diese Einheiten im Reichswehr-Artillerie-Regiment 24 auf.
Die Tradition übernahm in der Reichswehr durch Erlass des Chefs der Heeresleitung General der Infanterie Hans von Seeckt vom 24. August 1921 die 7. Batterie des 7. (Bayerisches) Artillerie-Regiments in Nürnberg. In der Wehrmacht wurde die Tradition durch das Artillerieregiment 10 in Regensburg fortgeführt.

## Kommandeure
Bis 1872 führten die Kommandeure die Bezeichnung Oberstkommandant.
| Dienstgrad            | Name                             | Datum                                   |
| --------------------- | -------------------------------- | --------------------------------------- |
| Oberst                | Philipp von Brand zu Neidstein   | 16. März 1848 bis 17. Oktober 1850      |
| Oberst                | Karl von Brodeßer                | 18. Oktober 1850 bis 31. Juli 1856      |
| Oberst                | Friedrich von Bothmer            | 29. November 1856 bis 30. März 1866     |
|                       | Heinrich Lutz                    | 31. März 1866 bis 31. Januar 1870       |
| Oberst                | Heinrich Bronzetti               | 01. Februar 1870 bis 10. April 1874     |
| Oberst                | Carl Brandt                      | 11. April 1874 bis 18. Oktober 1876     |
| Oberst                | Anton Orff                       | 27. November 1876 bis 4. Januar 1878    |
| Oberst                | Albrecht Streiter                | 05. Januar 1878 bis 1. November 1882    |
|                       | Friedrich von Hellingrath        | 02. November 1882 bis 10. April 1885    |
|                       | Adalbert von Lurz                | 11. April 1885 bis 25. Oktober 1886     |
| Oberst                | Eugen von Malaisé                | 26. Oktober 1886 bis 7. März 1889       |
| Oberst                | Johann Böck                      | 08. März 1889 bis 11. Mai 1892          |
| Oberstleutnant/Oberst | Xaver von Riedheim               | 12. Mai 1892 bis 19. Juli 1896          |
| Oberstleutnant/Oberst | Friedrich Otto                   | 20. Juli 1896 bis 18. Februar 1899      |
|                       | Maximilian von Neubeck           | 19. Februar 1899 bis 30. September 1901 |
| Oberst                | Maximilian Halder                | 01. Oktober 1901 bis 8. April 1905      |
| Oberst                | Martin von Denk                  | 09. April 1905 bis 11. Dezember 1906    |
| Oberst                | Maximilian Höhn                  | 12. Dezember 1906 bis 27. April 1908    |
| Oberst                | Ludwig von Seither               | 28. April 1908 bis 6. März 1910         |
|                       | Karl Harlander                   | 07. März 1910 bis 21. Juni 1912         |
| Oberst                | Joseph Macher                    | 22. Juni 1912 bis 21. April 1916        |
| Oberstleutnant        | Georg von Löffelholz von Kolberg | 27. April 1916 bis Januar 1919          |